# Dawit Tschutlaschwili
Dawit Tschutlaschwili (georgisch დავით ჩუთლაშვილი; * 9. April 1983) ist ein georgischer Schriftsteller und Politiker.

## Leben
Tschutlaschwili studierte Völkerrecht an der Staatlichen Universität Tiflis. Im Jahr 2006 veröffentlichte er seinen ersten Roman, Reiten, der keinen großen Erfolg hatte; im Jahr 2010 erschien sein zweites Buch, Gesperrte Räume, das 5600 Mal verkauft wurde. Im Jahr 2014 wurde von Tschutlaschwili in Kvareli die Organisation der grünen Partei Georgiens gegründet; 
 im selben Jahr erhielt die Organisation 3,47 % der Stimmen im Wahlkreis Kvareli, wo Tschutlaschwili der Spitzenkandidat der im Parlament vertretenen Partei der georgischen Grünen war. 
Dawit Tschutlaschwili ist seit Jahren zumeist als Internetautor bekannt. Seine persönliche Website wurde bereits 4 Mio. Mal (Stand: Mai 2016) aufgerufen. Als Politiker und Schriftsteller setzt er sich besonders für Minderheiten- und Frauenrechte ein.
Tschutlaschwili ist ledig und hat keine Kinder.

## Werke
- Cheneba (dt. Reiten). Tbilisi, Merani, 2006, ISBN 99940-67-08-7
- Tschraklituli (dt. Gesperrte Räume). Tbilisi, 2010, ISBN 978-9941-0-0284-7